# Vaporizace (1984)
Vaporizace je v knize 1984 proces, při němž jsou nepohodlní lidé odstraněni, a to jak fyzicky, tak i z historie. Doslovně dochází k jejich vypaření (tedy proto vaporizace).
Vaporizaci v románu používá totalitní strana Angsoc, vykonavatelem je Ideopolicie. Je to nejvyšší nástroj likvidace v této době použitelný. Spočívá v tom, že dotyčná osoba je fyzicky zlikvidována; následně jsou však odstraněny všechny důkazy o její existenci (přepsány knihy a časopisy, upraveny fotografie). Daný člověk pak již oficiálně neexistuje a nikdy neexistoval. V případě, že nebyl proces odstranění všech zmínek dokončen úspěšně, o odstraněném se jednalo jako o neosobě (unperson).

## Paralela se skutečností
V skutečném světě sice vaporizace není doložena, avšak existuje mnoho případů, kdy se některá vládnoucí skupina pokoušela zbavit konkrétních osob a odstraňovala je i z fotografií (SSSR, 30. léta). Rovněž i v socialistickém Československu se upravovaly fotografie (také i televizní záznamy).  Jmenovitě v SSSR, především za vlády Stalina, se často ztráceli nepohodlní lidé, kteří byli popravováni nebo sváženi do gulagů (koncentrační a pracovní tábory). Nikdo z jejich příbuzných o nich až do pádu režimu nevěděl, protože komunistický režim o nich mlčel. V mnoha případech dokonce i pouhý dotaz na takovou osobu vedl ke zmizení tazatele.  V nacistickém Německu se po Noci dlouhých nožů dostal na index zakázaných filmů film Vítězství víry, jelikož v něm účinkoval velitel nežádoucích SA. Následně, již bez zlikvidovaného Ernsta Röhma, byl natočen film Triumf vůle.